# Infantería de marina

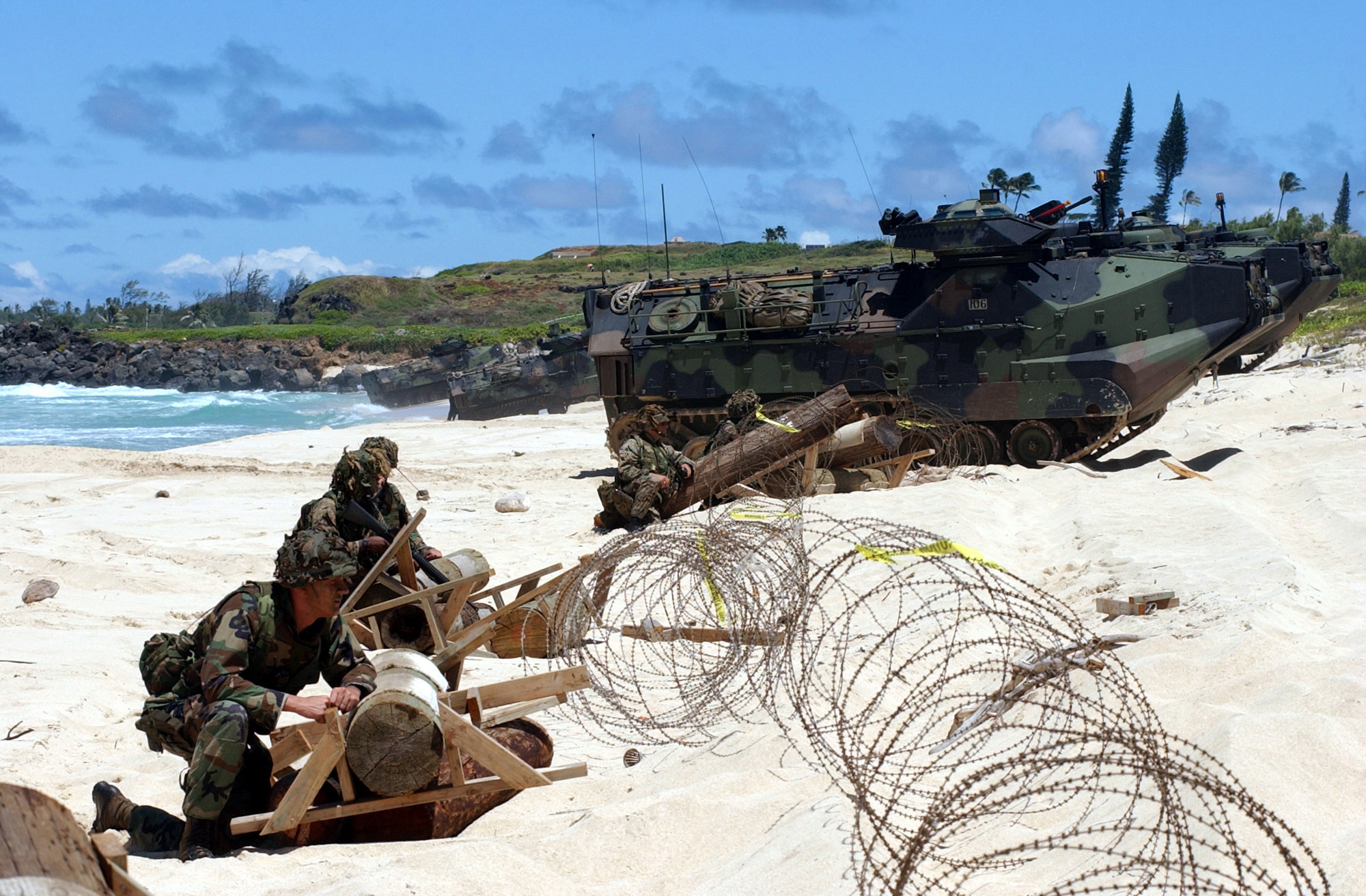
Infantes de marina estadounidenses realizando un asalto anfibio en una playa.

La infantería de marina es un tipo de tropas de élite a pie cuya misión consiste en abordar embarcaciones, realizar operaciones anfibias y garantizar la seguridad de naves e instalaciones navales, aunque la función de las unidades de infantería de marina puede variar según el país al que pertenezcan. La infantería de marina más antigua del mundo es la infantería de marina española, creada como tal por Carlos I de España en 1537. La infantería de marina de Italia fue creada como Fanti da Mar en el 1550 en la República de Venecia. Los cuerpos de infantería de marina suelen estar integrados en la Armada, si bien en ocasiones forman una rama independiente de las fuerzas armadas, como es el caso del Cuerpo de Marines de los Estados Unidos.

## Infantería de marina por país

### Alemania
El Batallón Naval (en alemán: Seebataillon) es una unidad de la Armada alemana (en alemán: Deutsche Marine) de la Bundeswehr, con sede en Schleswig-Holstein. Junto con el Comando de Fuerzas Especiales de la Armada, forma la infantería de marina de la Bundeswehr, y está subordinado a la primera Flotilla Operativa basada en Kiel. El Batallón Naval tiene su base en Eckernförde, en el cuartel Preußer; algunas unidades están alojadas en la base naval de Eckernförde y en el cuartel de Alt Duvenstedt. Los soldados del Batallón Naval llevan como tocado una boina de color azul marino decorada con unas carabinas cruzadas y una ancla dorada.
El Mando de Fuerzas Especiales Navales (en alemán: Kommando Spezialkräfte der Marine) también llamados Kampfschwimmer (en español: Nadadores de combate) son una unidad de operaciones especiales de élite de la Armada alemana, especializada en operaciones de comando y guerra anfibia. Los Kampfschwimmer se crearon cuando Alemania Occidental se unió a la OTAN en 1955.

### Argelia
Los Regimientos de Fusileros Marinos  son la infantería de marina de la Armada Nacional de Argelia (en árabe argelino: القوات البحرية الجزائرية) es una fuerza naval que opera desde múltiples bases navales ubicadas a lo largo de los casi 1.440km (894millas) de la costa del país, cumpliendo su función principal de monitorear y defender las aguas territoriales de Argelia contra cualquier incursión militar extranjera. Las misiones adicionales incluyen misiones de guardia costera y seguridad marítima, así como proyección de la fuerza marítima con los fusileros marinos. Las fuerzas navales argelinas son una fuerza importante en el Mar Mediterráneo.

### Argentina

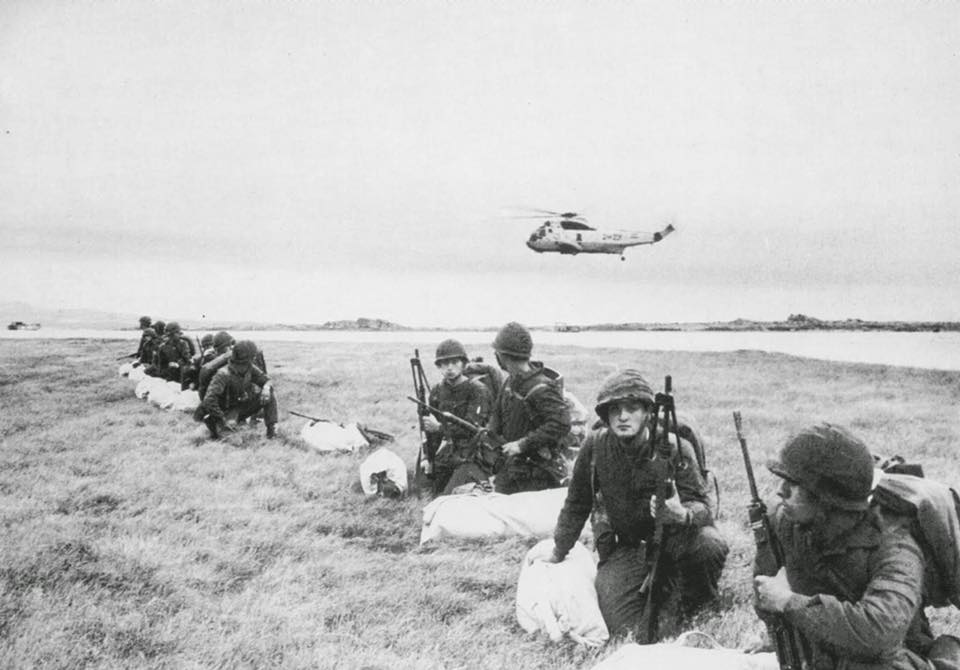
Infantes de Marina en las Islas Malvinas argentinas.

La Infantería de Marina es una de las cuatro fuerzas de la Armada Argentina. Está constituida por una Fuerza Anfibia con capacidad de proyección, una Fuerza Austral con unidades de Zona Fría y de Montaña, un elemento Ribereño y numerosos elementos de Seguridad de Bases.
La Infantería de Marina Argentina (Infantería de Marina de la Armada de la República Argentina o IMARA) es una parte de la Armada Argentina. Los infantes de marina argentinos tienen las mismas insignias de rango y títulos que el resto de la armada. La Infantería de Marina Argentina data de 1827 cuando se levantó un solo batallón de infantería. Este se amplió en 1880 pero siete años después el cuerpo se fusionó con la artillería costera existente, para formar un Regimiento de Artillería Naval. Siguieron una serie de reorganizaciones hasta que la responsabilidad de la defensa costera pasó al Ejército Argentino en 1898. Entre 1935 y 1938 reaparecieron los infantes de marina en forma de cinco batallones de Infantería de Marina, sirviendo tanto a bordo de barcos como en fortificaciones de defensa costera. En 1968, la Infantería de Marina se reorganizó como un cuerpo separado dentro de la Armada.

### Canadá
Canadá tiene un historial de participación en operaciones anfibias como el desembarco de Normandía y la invasión aliada de Sicilia. Aunque Canadá no tiene un cuerpo de marines, el ejército canadiense cuenta con fuerzas capaces de realizar operaciones anfibias, unidades como el tercer batallón del 22.º regimiento de infantería del ejército real canadiense.

### Chile
El Cuerpo de Infantería de Marina es una entidad de la Armada de Chile de fuerzas especiales para asaltos anfibios.

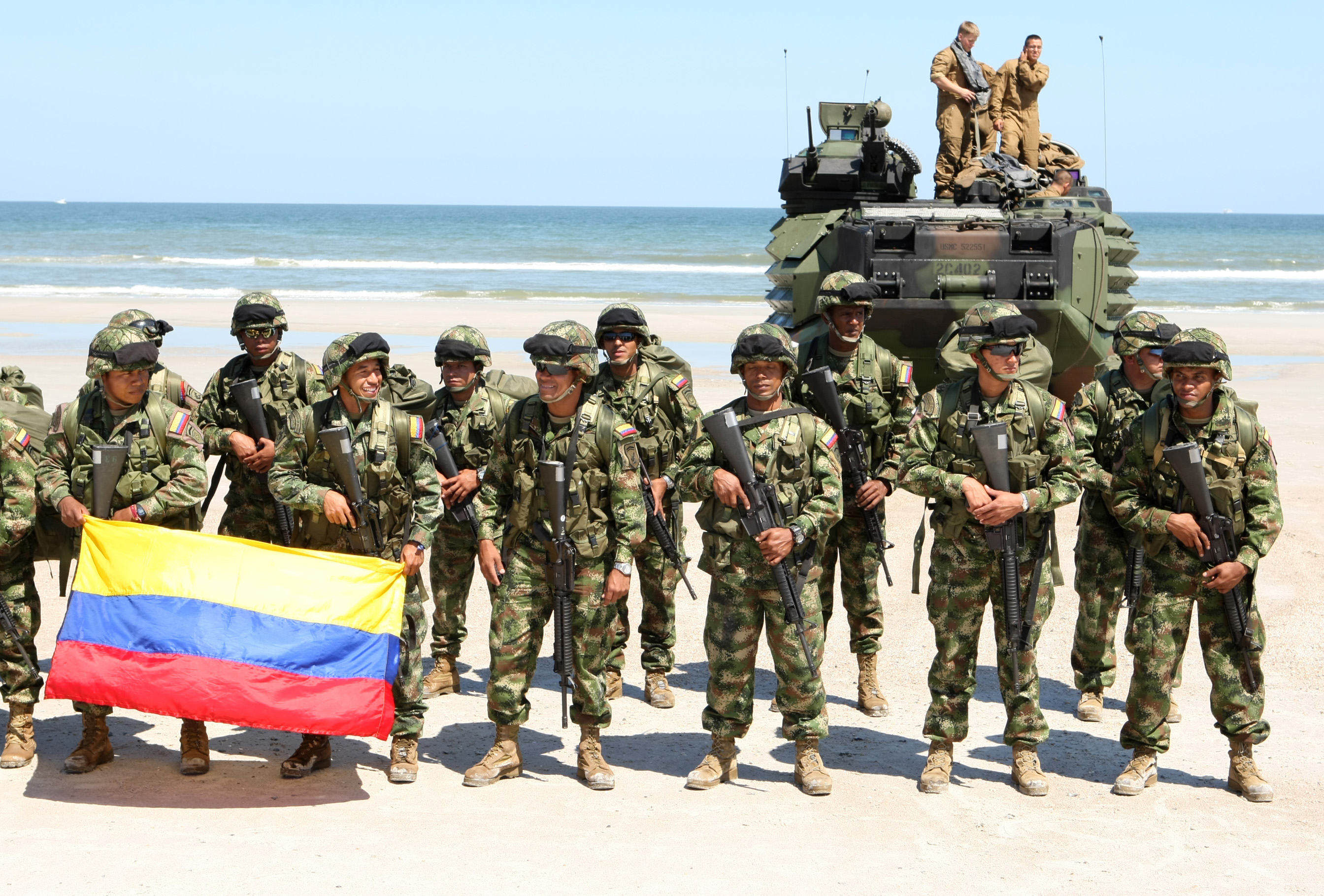
Infantes colombianos participando en maniobras en EE. UU

### Colombia
El cuerpo de Infantería de Marina de Colombia pertenece a la Armada Nacional de este país. Con alrededor de 53.123 efectivos, por su lucha contra guerrillas y narcotráfico, la convierte en una de las fuerzas más respetadas con una de las mejores fuerzas especiales del mundo.

### Ecuador
El Cuerpo de Infantería de Marina de Ecuador pertenece a la Armada del Ecuador. Mantiene una fuerza de alrededor de 5000 efectivos militares bien entrenados y equipados, con su sede principal en Guayaquil. Están equipados principalmente con morteros de 120 mm, Cañón sin retroceso M67, artillería como el M101 howitzer, armas más ligeras como el M-16, Carabina M4 y vehículos todo terreno Humvee. La infantería de marina ecuatoriana entró en combate contra tropas peruanas en los conflictos de 1981 y 1995.

### España

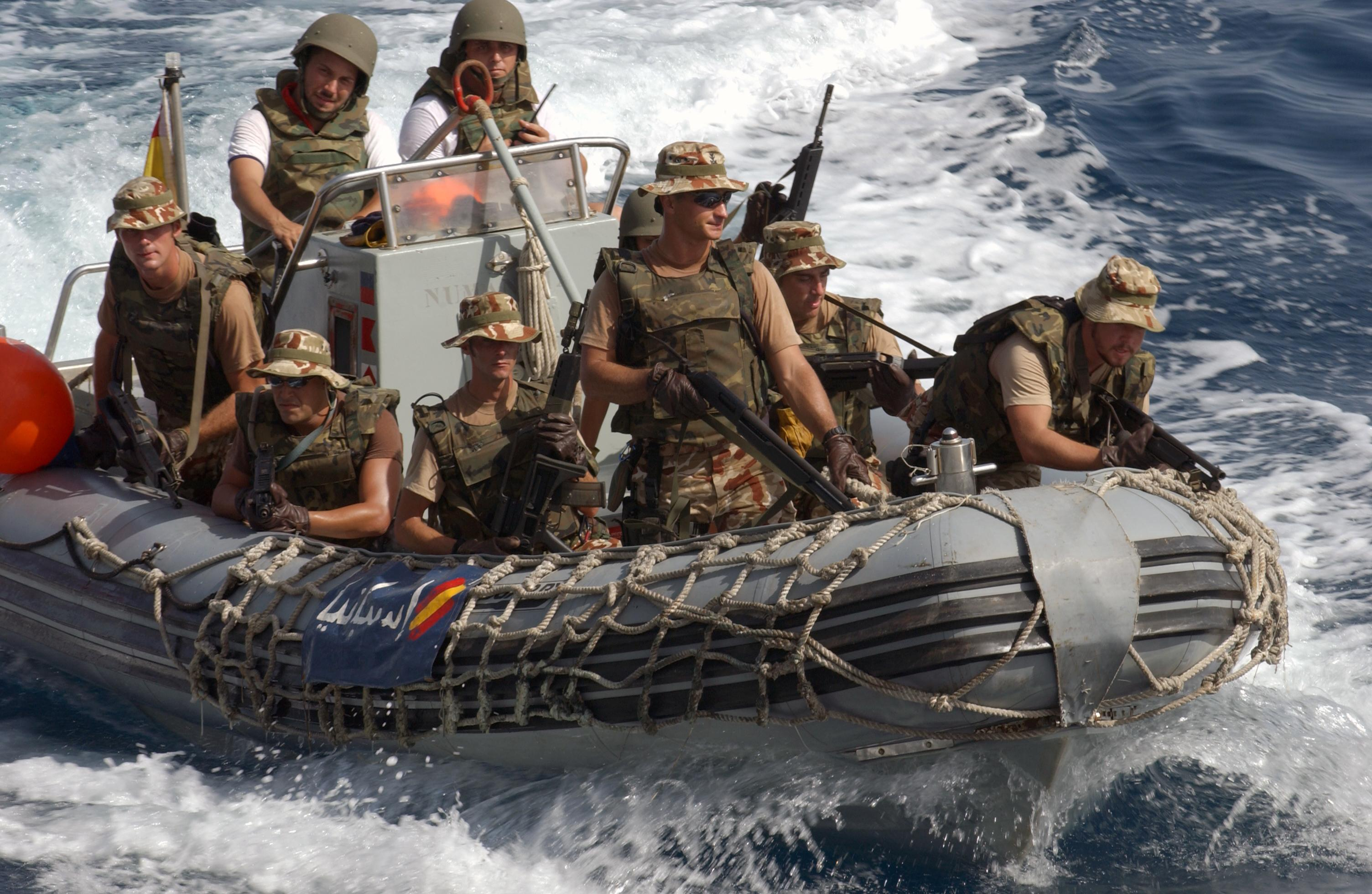
Infantes de marina españoles en un bote inflable de casco rígido.

La Infantería de Marina Española fue creada por Carlos I el 27 de febrero de 1537 al asignar de forma permanente a las escuadras de galeras del Mediterráneo las compañías viejas del mar de Nápoles. Es la Infantería de marina más antigua del mundo. La Brigada Española de Infantería de Marina está formada por aproximadamente 5000 miembros. Para su equipamiento véase:
- Anexo:Materiales de la Infantería de Marina Española

### Estados Unidos
El Cuerpo de Marines de los Estados Unidos (United States Marine Corps) fue creado como Marines Continentales (Continental Marines) el 10 de noviembre de 1775 en Tun Tavern (Filadelfia, Pensilvania). Actualmente es la infantería de marina más grande del mundo, con 203 000 efectivos en servicio activo y 40 000 en la reserva. Aunque es una rama independiente de la Armada de los Estados Unidos, está administrado por el Departamento de la Armada.

### Italia

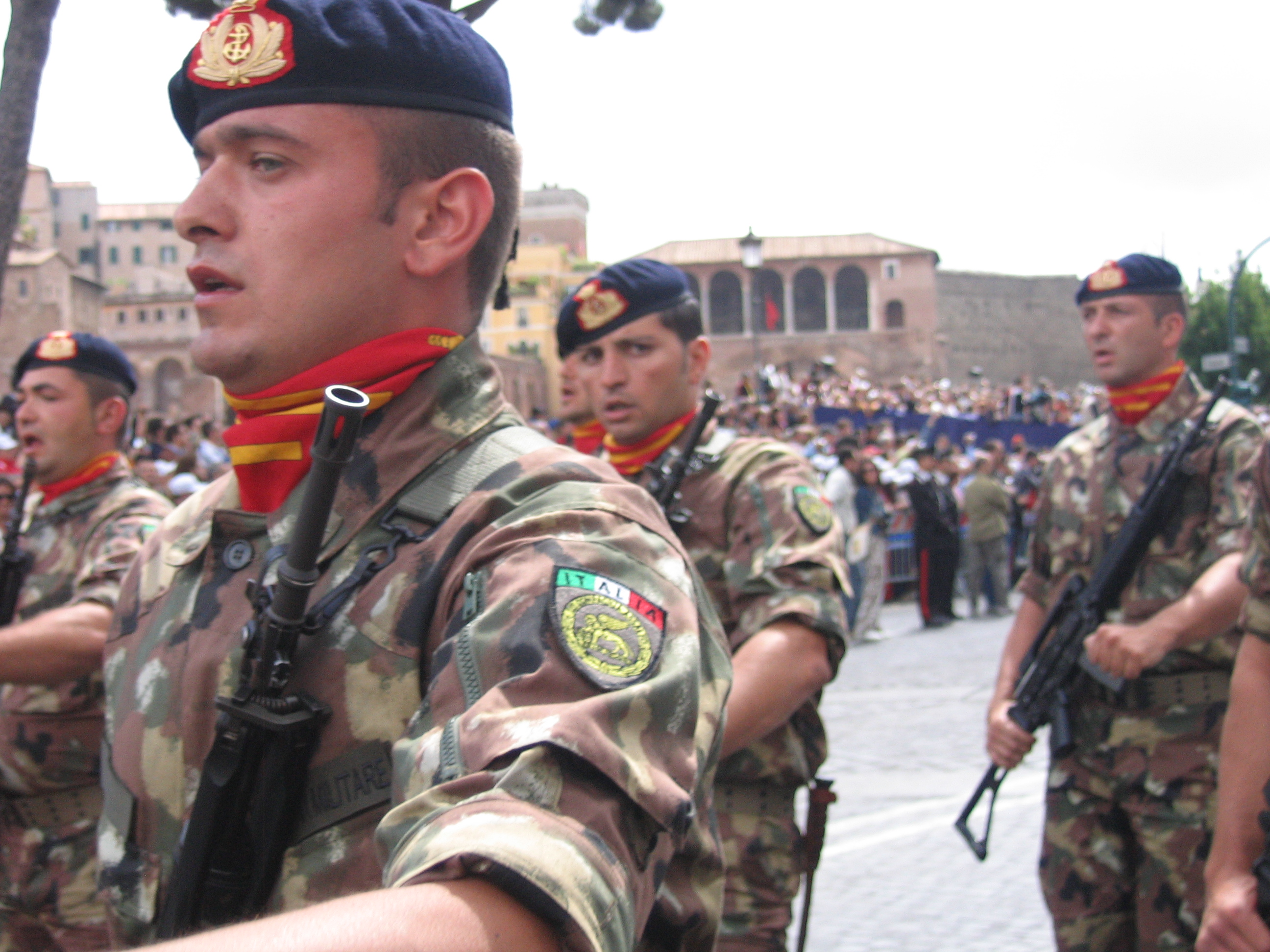
Marò italianos del San Marco

La Brigada de Marina San Marco de la Marina Militare fue creada como Fanti da Mar  en el 1550 en la República de Venecia. Hoy hay tres regimientos y tres barcos de asalto anfibio Clase San Giorgio. Es parte de la
Fuerza de Desembarco Hispano-Italiana.
También el Ejército Italiano tiene una unidad de infantería de marina, el Regimiento Lagunari.

### Japón
Las Fuerzas Navales Especiales Japonesas (海軍特別陸戦隊 Kaigun Tokubetsu Rikusentai) fueron la infantería de marina de la Armada Imperial Japonesa. Pertenecían a las tropas terrestres del Imperio del Japón e intervinieron en la segunda guerra sino-japonesa y la Segunda Guerra Mundial. La Fuerza Marítima de Autodefensa de Japón (en japonés: 海上自卫队 Nippon Kaijō Jieitai), es la rama naval de las Fuerzas de Autodefensa de Japón, formada con armamento eminentemente defensivo, con gran énfasis en la lucha antisubmarina, sus principales cometidos son el control  de las rutas navales y la patrulla de las aguas territoriales japonesas.  En 2013 contaba con alrededor de 45.500 efectivos, 18 submarinos, 3 portahelicópteros, 3 barcos de asalto anfibio, 45 destructores y fragatas, 29 minadores y dragaminas, 6 patrulleras, 6 barcos de entrenamiento, 5 barcos de apoyo, 188 aviones y 167 helicópteros.  La Fuerza Terrestre de Autodefensa de Japón tiene unidades que operan de forma similar a los Marines: El Regimiento de infantería del Ejército occidental (en japonés: 西部方面普通科連隊) con base en Sasebo. La Brigada Anfibia de Despliegue Rápido (en japonés: 水陸機動団, Suirikukidōdan) es una unidad marina de las Fuerzas de Autodefensa de Japón (JSDF) responsable de realizar operaciones anfibias.

### México

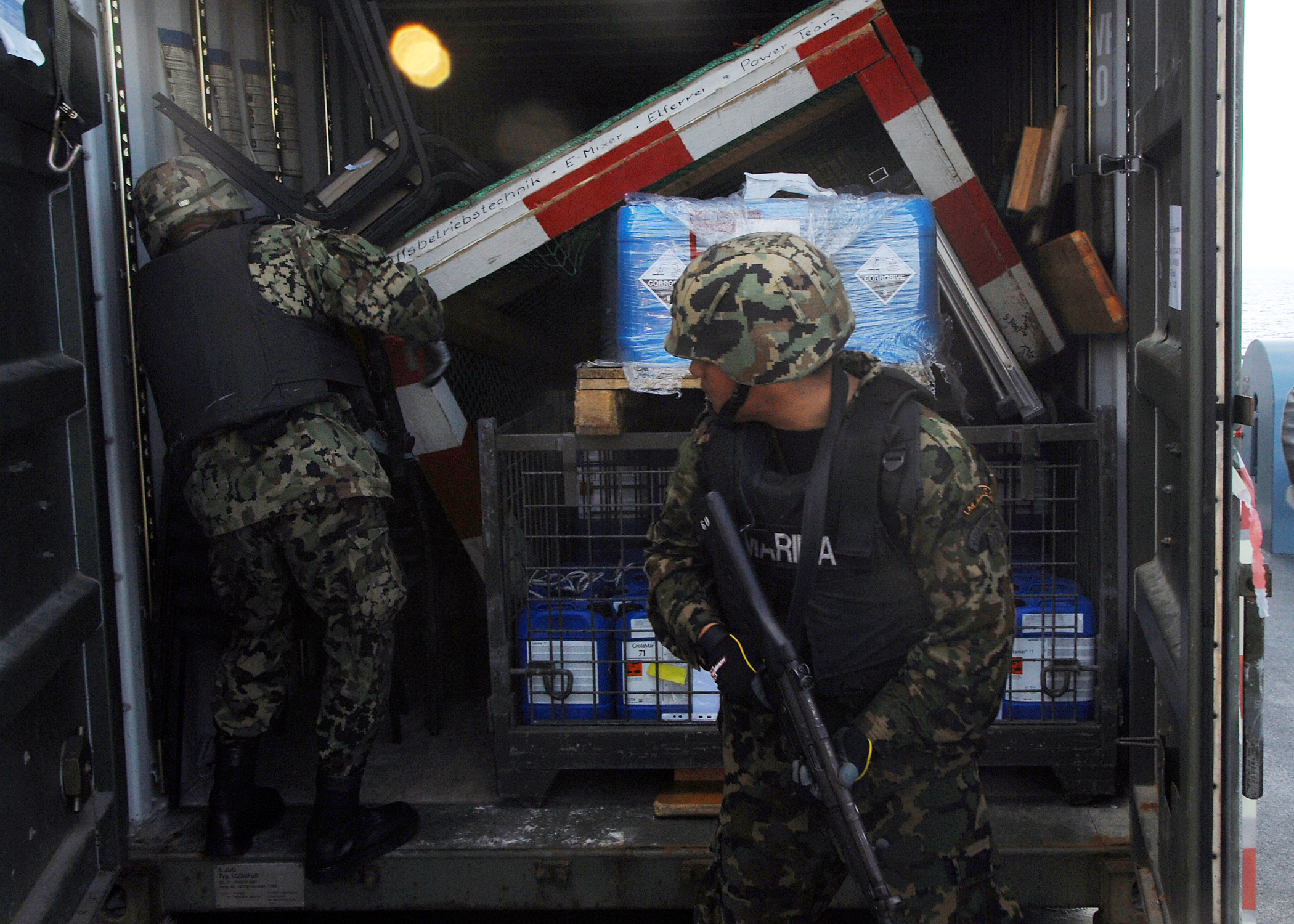
Infantes de marina mexicanos realizan labores de búsqueda como parte del Ejercicio Conjunto UNITAS Gold, del 2009.

La Infantería de Marina es el cuerpo de marinos y fuerzas anfibias de la Armada de México. La principal tarea del cuerpo de infantería es la de garantizar la seguridad marítima de las costas y puertos mexicanos, en contra de cualquier amenaza interna o externa, es un cuerpo militar con más de 30 000 infantes. Se ha resaltado del resto de cuerpos militares de Latinoamérica por ser, junto con la Infantería de Marina de Colombia, las de mayor preparación bélica.

### Nicaragua
Batallones de Tropas Navales donde en el contexto nicaragüense la infantería de marina de Nicaragua se agrupan actualmente en 2 batallones:
Primer Batallón de las Tropas Navales “Comandante Richard Lugo Kautz” fundado en 2011, un eslabón fundamental del trabajo que viene realizando la Fuerza Naval del Ejército de Nicaragua, en la estrategia de muro de contención contra el narcotráfico internacional, el crimen organizado y la defensa de la soberanía.
Segundo Batallón de las Tropas Navales "Sub comandante Mario José Alemán Escobar" fundado en 2019 que tiene las mismas funciones del Primer Batallón además de defensa costera, asaltos anfibios, operaciones navales, buceo de combate.
Así mismo la infantería de marina nicaragüense se irá expandiendo conforme a las necesidades de defensa del país.

### Noruega
Kystjegerkommandoen (KJK) (en español: "Comando de la Guardia Costera") es una unidad anfibia noruega entrenada para operar en teatros de combate litorales, desempeñando el papel de infantería de marina y artillería costera. Marinejegerkommandoen (MJK) (en español: Comando de Operaciones Especiales Navales) es la unidad de guerra especial marítima y naval de las Fuerzas Armadas de Noruega y fue establecida en 1953.

### Países Bajos
Los Korps Mariniers son uno de los cuerpos de infantería de marina más antiguos del mundo.

### Perú
La Infantería de Marina del Perú fue creada en 1821 con el nombre de Batallón de Marina. A lo largo de su historia, ha participado en la guerra del Pacífico, la guerra del Cenepa, Operación Chavín de Huántar, entre otras. Cuenta con alrededor de 6000 efectivos.

### Portugal
El Cuerpo de Infantería de Marina de Portugal (en idioma portugués: Corpo de Fuzileiros) que significa literalmente "Cuerpo de Fusileros", constituye la Fuerza de Asalto de Comandos de Élite y la rama de Operaciones Especiales de la Armada de Portugal. Tiene funciones similares a las de los Batallones de Reconocimiento del USMC y de los Comandos de los Marines Reales. El Cuerpo está especializado en guerra anfibia, reconocimiento costero, guerra no convencional, guerra de guerrillas, incursiones, interdicción marítima y operaciones de abordaje naval. Es una fuerza de élite de infantería ligera que opera como fuerza de reacción rápida.

### Reino Unido
Los Royal Marines se formaron en 1664 y son administrados por la Marina Real británica. El Cuerpo de Marines Reales (en inglés: Corps of Royal Marines) es la fuerza británica de operaciones anfibias y una importante fuerza de respuesta rápida del Reino Unido. Están muy bien equipados y preparados para actuar en cualquier terreno y condiciones climáticas.

### República Dominicana
El Comando de Infantería de Marina de la Armada de República Dominicana surge cuando en el 2008 la jefatura de Estado Mayor de la Marina de Guerra (hoy Armada Dominicana) dispuso la reorganización del Batallón Táctico y el Departamento de Operaciones Terrestres, y conformó el Comando de Infantería de Marina, M. de G. como parte integral de la institución, con la finalidad de contribuir al cumplimiento de la Misión que le asigna la Constitución a la Armada de República Dominicana, con capacidad para llevar a cabo todas las operaciones terrestres.

### Rusia
La infantería naval rusa (en ruso: Морская пехота (transliterado: Marskaya Pyejota), o marines rusos, es la fuerza anfibia de la Armada de Rusia. La primera fuerza de Infantería de Marina rusa fue formada en 1705, luchando desde aquel entonces en las guerras napoleónicas, la Guerra de Crimea, la guerra ruso-japonesa y las dos guerras mundiales. Bajo el Almirante Gorshkov, la Armada Soviética expandió el alcance de la infantería naval y la desplegó alrededor del mundo en numerosas ocasiones. Los Marines rusos están al mando del Comandante Delegado de las Tropas Costeras rusas.

### Venezuela
La Infantería de Marina Bolivariana es la unidad de infantería naval de Venezuela. Tiene sus antecedentes históricos en la infantería de marina de la guerra de Independencia de Venezuela y en la actualidad alcanza más de 17 500 hombres.